# اس‌اس رگولوس (تی-ای‌کی‌آر-۲۹۲)
اس‌اس رگولوس (تی-ای‌کی‌آر-۲۹۲) (به انگلیسی: SS Regulus (T-AKR-292)) یک کشتی است که طول آن ۹۴۶ فوت ۲ اینچ (۲۸۸ متر) می‌باشد. این کشتی در سال ۱۹۷۳ ساخته شد.